# Melun
Melun är en kommun i departementet Seine-et-Marne i regionen Île-de-France i norra Frankrike. Kommunen är chef-lieu över 2 kantoner som tillhör arrondissementet Melun. År 2022 hade Melun 43 685 invånare.

## Befolkningsutveckling
Antalet invånare i kommunen Melun
| Referens: INSEE |